# 대선초등학교
대선초등학교는 대한민국 경기도 수원시 영통구에 있는 공립 초등학교이다.

## 연혁
- 2004년 1월 4일 : 개교

## 학교 동문
대선 초등학교는 정문과 후문으로
총 2개의 문이 있다.

## 참고 자료
- 대선초등학교의 웹사이트이다.

(https://daeseon-e.goesw.kr/index.do/ 보관됨 2015-01-05 - 웨이백 머신)